# Іманоль Агіррече
Іманоль Агіррече Арруті (англ. Imanol Agirretxe Arruti; (24 лютого 1987 , Усурбіль, Країна Басків )) — іспанський футболіст, нападник.

## Життєпис
Агіррече народився в Усурбілі (Гіпускоа). Вихованець футбольного клубу «Реал Сосьєдад». У сезоні 2004/05 він став виступати за другу команду клубу, яка грала в Сегунді B. Забивши сім голів за дубль, наприкінці сезону Агіррече дебютував і в основному складі. Перший матч у Прімері він провів 8 травня 2005 року проти «Хетафе». У наступній грі, 15 травня проти «Малаги», він відзначився першим забитим голом. Однак у наступні три сезони Агіррече досить рідко з'являвся в основному складі, взявши участь лише в 11 матчах. В цей період він був одним з основних гравців дублерського складу, а 2007 року провів пів сезону в складі клубу «Кастельйон».
У сезоні 2008/09 Агіррече нарешті став гравцем основного складу «Реал Сосьєдад». 2010 року він допоміг клубові виграти Сегунду і повернутися до Прімери. У сезоні 2011/12, після відходу Рауля Тамудо й завдяки постійним проблемам зі здоров'ям у Хосеба Льоренте Агіррече закріпився в стартовому складі. У тому сезоні з 10 забитими голами він став другим бомбардиром клубу після Карлоса Вели, а в наступному забив 14 голів і поділив з Велою звання найкращого бомбардира.
19 січня 2013 року вийшов з лави запасних на останні шість хвилин у домашній грі проти Барселони й на останній хвилині забив гол, який забезпечив команді перемогу 3–2, перервавши безпрограшну домашню серію каталонців. У сезоні 2012—2013 він знову посів друге місце за результативністю в клубі (13), й знову позаду Вели.
Початок сезону 2015—2016 став одним із найрезультативніших проміжків у кар'єрі Агіррече, - у перших 13 матчах він відзначився 12 разів. 30 грудня 2015 на стадіоні Сантьяго Бернабеу він зазнав травми лівої щиколотки в матчів проти Реал Мадрид, в якому його команда зазнала поразки 2-3. Повернувшись уже в лютому, відзначився в домашньому матчі проти Малаги, що завершився внічию 1–1. Невдовзі, однак, відбувся рецидив травми, що вивів його з гри на понад рік. У червні 2016 року, все ще поза грою, він продовжив свій контракт до 2020 року.
Показавши разючу гру в передсезоння 2017–2018, 19 серпня 2017 року Агіррече вперше зіграв офіційний матч після 20-місячної перерви, замінивши Хабі Прієто в домашньому матчі першого туру Ла-Ліги проти Сельти, що завершився перемогою 3–2. Він зіграв 13 разів у всіх змаганнях, але лише в двох матчах відбув на полі понад 45 хвилин.
29 серпня 2018 року 31-річний Агіррече оголосив про завершення своєї кар'єри футболіста, так ніколи повністю й не відновившись після травми 2015 року. 

## Клубна статистика
| Клуб               | Сезон              | Ліга               | Ліга | Ліга | Кубок | Кубок | Європа | Європа | Інші | Інші | Загалом | Загалом |
| Клуб               | Сезон              | Дивізіон           | Ігри | Голи | Ігри  | Голи  | Ігри   | Голи   | Ігри | Голи | Ігри    | Голи    |
| ------------------ | ------------------ | ------------------ | ---- | ---- | ----- | ----- | ------ | ------ | ---- | ---- | ------- | ------- |
| Реал Сосьєдад Б    | 2004—2005          | Сегунда Дивізіон Б | 23   | 7    | –     | –     | –      | –      | –    | –    | 23      | 7       |
| Реал Сосьєдад Б    | 2005—2006          | Сегунда Дивізіон Б | 34   | 12   | –     | –     | –      | –      | 2    | 0    | 36      | 12      |
| Реал Сосьєдад Б    | 2006—2007          | Сегунда Дивізіон Б | 12   | 3    | –     | –     | –      | –      | –    | –    | 12      | 3       |
| Реал Сосьєдад Б    | 2007—2008          | Сегунда Дивізіон Б | 30   | 9    | –     | –     | –      | –      | –    | –    | 30      | 9       |
| Реал Сосьєдад Б    | 2008—2009          | Сегунда Дивізіон Б | 9    | 1    | –     | –     | –      | –      | –    | –    | 9       | 1       |
| Реал Сосьєдад Б    | Загалом            | Загалом            | 108  | 33   | –     | –     | –      | –      | 2    | 0    | 110     | 33      |
| Кастельйон         | 2006—2007          | Сегунда Дивізіон   | 8    | 1    | 0     | 0     | –      | –      | –    | –    | 23      | 7       |
| Реал Сосьєдад      | 2004—2005          | Ла-Ліга            | 3    | 1    | 0     | 0     | –      | –      | –    | –    | 3       | 1       |
| Реал Сосьєдад      | 2005—2006          | Ла-Ліга            | 1    | 0    | 1     | 0     | –      | –      | –    | –    | 2       | 0       |
| Реал Сосьєдад      | 2006—2007          | Ла-Ліга            | 6    | 0    | 0     | 0     | –      | –      | –    | –    | 6       | 0       |
| Реал Сосьєдад      | 2007—2008          | Ла-Ліга            | 2    | 0    | 0     | 0     | –      | –      | –    | –    | 2       | 0       |
| Реал Сосьєдад      | 2008—2009          | Сегунда Дивізіон   | 28   | 9    | 0     | 0     | –      | –      | –    | –    | 28      | 9       |
| Реал Сосьєдад      | 2009—2010          | Сегунда Дивізіон   | 36   | 6    | 1     | 0     | –      | –      | –    | –    | 37      | 6       |
| Реал Сосьєдад      | 2010—2011          | Ла-Ліга            | 11   | 3    | 2     | 1     | –      | –      | –    | –    | 13      | 4       |
| Реал Сосьєдад      | 2011—2012          | Ла-Ліга            | 36   | 10   | 3     | 2     | –      | –      | –    | –    | 39      | 12      |
| Реал Сосьєдад      | 2012—2013          | Ла-Ліга            | 34   | 14   | 2     | 1     | –      | –      | –    | –    | 36      | 15      |
| Реал Сосьєдад      | 2013—2014          | Ла-Ліга            | 31   | 8    | 3     | 0     | 6      | 0      | –    | –    | 40      | 8       |
| Реал Сосьєдад      | 2014—2015          | Ла-Ліга            | 31   | 7    | 2     | 0     | 4      | 0      | –    | –    | 37      | 7       |
| Реал Сосьєдад      | 2015—2016          | Ла-Ліга            | 16   | 13   | 0     | 0     | 0      | 0      | –    | –    | 16      | 13      |
| Реал Сосьєдад      | 2016—2017          | Ла-Ліга            | 0    | 0    | 0     | 0     | 0      | 0      | –    | –    | 0       | 0       |
| Реал Сосьєдад      | 2017—2018          | Ла-Ліга            | 11   | 0    | 0     | 0     | 2      | 0      | –    | –    | 13      | 0       |
| Реал Сосьєдад      | Загалом            | Загалом            | 246  | 71   | 14    | 4     | 12     | 0      | 0    | 0    | 273     | 75      |
| Загалом за кар'єру | Загалом за кар'єру | Загалом за кар'єру | 362  | 105  | 14    | 4     | 12     | 0      | 2    | 0    | 390     | 109     |

## Нотатки
1. ↑  Враховуючи матчі Ліги чемпіонів і Ліги Європи
2. ↑  Враховуючи матчі Плей-оф Сегунда Дивізіон Б 2006

## Досягнення
«Реал Сосьєдад»
- Переможець Сегунди: 2009/10